# 第7銀河の讃歌
『第7銀河の讃歌』（原題：Hymn of the Seventh Galaxy）は、チック・コリアが率いるフュージョン・バンド、リターン・トゥ・フォーエヴァーが1973年に発表したアルバム。

## 解説
大幅なメンバー・チェンジを経てレコーディングされたアルバムで、新たにビル・コナーズとレニー・ホワイトが加入。本作から『浪漫の騎士』（1976年）まで、バンドはギタリストを含む4人編成という形になり、音楽的にはロック色が強くなった。
本作限りで脱退したコナーズの演奏に関して、音楽評論家のDaniel Gioffreはallmusic.comにおいて「彼に代わって加入するアル・ディ・メオラほど洗練されていないが、甘美で生々しいサウンドで、コリアの性急な楽曲にしっかりとした安定感をもたらしている」と評している。
バンドは、本作で初めてBillboard 200へのチャート・インを果たし、最高124位に達した。また、『ビルボード』誌のジャズ・チャートでは7位に達した。

## 収録曲
特記なき楽曲はチック・コリア作曲。
1. 第7銀河の讃歌 - "Hymn of the Seventh Galaxy" - 3:29
2. アフター・ザ・コズミック・レイン - "After the Cosmic Rain" (Stanley Clarke) - 8:23
3. キャプテン・セニョール・マウス - "Captain Señor Mouse" - 8:58
4. 母船のテーマ - "Theme to the Mothership" - 8:48
5. スペイス・サーカス（パートI & II） - "Space Circus, Part I & II" - 5:42
6. ゲイム・メイカー - "The Game Maker" - 6:46

## 参加ミュージシャン
- チック・コリア - エレクトリックピアノ、ピアノ、オルガン、ハープシコード、ゴング
- ビル・コナーズ - エレクトリックギター、アコースティック・ギター
- スタンリー・クラーク - ベース、ファズ・ベース、ベル・トゥリー
- レニー・ホワイト - ドラムス、パーカッション